# Eslovênia nos Jogos Paralímpicos de Inverno de 2010
A Eslovênia participou dos Jogos Paraolímpicos de Inverno de 2010, realizados em Vancouver, no Canadá. Foi a terceira aparição do país em Paraolimpíadas de Inverno. O único atleta a representar o país foi Gal Jakic, que competiu no esqui alpino para atletas sentados, onde participam atletas cadeirantes.

## Esqui alpino
Masculino
| Atleta    | Evento                            | Corrida 1 | Corrida 2 | Total   | Pos. |
| --------- | --------------------------------- | --------- | --------- | ------- | ---- |
| Gal Jakic | Slalom (atletas sentados)         | 1:08.70   | 1:14.2    | 2:22.88 | 29º  |
| Gal Jakic | Slalom gigante (atletas sentados) | DNF       | DNF       | DNF     | DNF  |